# Жёлтое (Луганская область)
Жёлтое (укр. Жовте) — село, относится к Славяносербскому району Луганской области Украины. Де-факто контролируется Луганской Народной Республикой.

## География
Село расположено на правом берегу реки Северского Донца. К северу от населённого пункта, по руслу Северского Донца проходила линия разграничения сил в Донбассе (см. Второе минское соглашение). Соседние населённые пункты: сёла Крутая Гора на востоке, Лобачёво на севере, Раёвка на северо-востоке (оба ниже по течению Северского Донца), Шишково на востоке, город Александровск на юго-востоке, сёла Новосёловка на юге, Суходол на юго-западе, Долгое (выше по течению Северского Донца) на западе.

## Общие сведения
Является административным центром Жёлтянского сельского совета, в который, кроме того, входят сёла Крутая Гора, Новосёловка и Сабовка, а также Лобачёво (на территории, подконтрольной правительству в Киеве по состоянию на 2015 год).

## Население
Население по переписи 2001 года составляло 1312 человек.

## Известные люди
В селе родился Герой Советского Союза Фёдор Клейбус, а также Герой Советского Союза Дмитрий Остапенко.

## Местный совет
93734, Луганская обл., Славяносербский р-н, с. Жёлтое, переулок Комсомольский, 3